# Лошкинети
Лошкинети (груз. ლოშკინეთი) — обезлюдевшее село в Грузии, на территории Карельского муниципалитета края (мхаре) Шида-Картли.

## География
Село находится в центральной части Грузии, к западу от реки Ткемлованисцкали (правый приток реки Дзамы), на расстоянии приблизительно 19 километров (по прямой) к юго-западу от города Карели, административного центра муниципалитета. Абсолютная высота — 1270 метров над уровнем моря.

## Население
По результатам официальной переписи населения 2014 года постоянное население в Лошкинети отсутствовало.
| Год  | Население, человек |
| ---- | ------------------ |
| 2002 | 0                  |
| 2014 | 0                  |